# 釧路國
釧路國（日语：〔〕／ Kushironokuni */?），是日本明治時代所劃分的地方令制國，隸屬於當時北海道的廣域內。轄區包含現在北海道轄下釧路綜合振興局和十勝綜合振興局境內足寄郡的大部分區域，成立之初，轄區還包括現在鄂霍次克綜合振興局（原名網走支廳）的大空町、美幌町、津別町等地區。

## 歷史
- 1869年8月15日：北海道設置11國86郡，釧路國成立；下設白糠郡、足寄郡、釧路郡、阿寒郡、網尻郡、川上郡、厚岸郡。[1]
- 1872年：進行人口調查，統計人口為1,734人。
- 1881年7月：網尻郡被併入北見國網走郡。

## 相關項目
- 日本令制國列表